# آل قحطان (ردمان)

تعديل مصدري - تعديل

ال قحطان هي إحدى قرى عزلة المريه بني مر بمديرية ردمان التابعة لمحافظة البيضاء، بلغ تعداد سكانها 150 نسمة حسب تعداد اليمن لعام 2004.